# Cereté (kommun)
Cereté är en kommun i Colombia.   Den ligger i departementet Córdoba, i den nordvästra delen av landet, 500 km norr om huvudstaden Bogotá. Antalet invånare är 83 917.